# Кордильеры
Кордилье́ры (исп. Cordilleras, англ. American Cordillera) — величайшая по протяжённости горная система земли, простирающаяся вдоль западных окраин Северной и Южной Америки, от 66° с. ш. (Аляска) до 56° ю. ш. (Огненная Земля).
Вся система Кордильер делится на две части — Кордильеры Северной Америки и Кордильеры Южной Америки, чаще именуемые Андами. В Центральной Америке Кордильеры раздваиваются; одна ветвь проходит по Антильским островам, другая переходит на территорию Южной Америки через Панамский перешеек.
Длина — более 18 тыс. км, ширина — до 1600 км в Северной Америке и до 900 км в Южной. Кордильеры расположены на территории Канады, США, Мексики, государств Центральной Америки, Венесуэлы, Панамы, Колумбии, Эквадора, Перу, Боливии, Аргентины и Чили. Почти на всём протяжении являются водоразделом между бассейнами Атлантического и Тихого океанов, а также резко выраженной климатической границей.
По высоте Кордильеры уступают только Гималаям и горным системам Центральной Азии. Наиболее высокие вершины: в Северной Америке — гора Мак-Кинли (прежнее название — Денали; 6190 м), в Южной Америке — гора Аконкагуа (6961 м).
Кордильеры лежат во всех географических поясах Америки (кроме антарктического и субантарктического) и отличаются большим разнообразием ландшафтов и ярко выраженной высотной поясностью. Снеговая граница на Аляске — на высоте 600 метров, на Огненной Земле — 500—700 метров, в Боливии и Южном Перу поднимается до 6000—6500 метров. В северо-западной части Кордильер Северной Америки и на юго-востоке Анд ледники спускаются до уровня океана, в жарком поясе они покрывают лишь наиболее высокие вершины. Общая площадь оледенений — около 90 тыс. км² (в Кордильерах Северной Америки — 67 тыс. км², в Андах — около 20 тыс. км²).

## Этимология
Название Кордильеры (Cordilleras) происходит от исп. Кордильера (cordillera) — «горный хребет». Форма множественного числа показывает распространённость этого термина в оронимии горной системы, которая подразделяется, прежде всего, на Кордильеры Северной Америки и Кордильеры Южной Америки (или Анды), а последние состоят из ряда горных хребтов, в названиях которых также присутствует этот термин, например: Кордильера-Бланка, Кордильера-де-Мерида, Патагонская Кордильера и т. п..

## Теория образования
Основные горообразовательные процессы, в результате которых возникли Кордильеры, начались в Северной Америке в юрском периоде, в Южной — в конце мелового и проходили в тесной связи с образованием горных систем на других материках (см. Альпийская складчатость). Формирование Кордильер ещё не закончилось, о чём свидетельствуют частые землетрясения и интенсивный вулканизм (более 80 действующих вулканов). Значимым для образования рельефа Кордильер стало также четвертичное оледенение, особенно к северу от 44° с. ш. и к югу от 40° ю. ш.